# Гавіол
Гавіол (англ. Gaviol) — анімаційна студія, заснована Старожиловим Глібом 8 липня 2025 року. Студія випускає різні мультфільми, одним із найголовніших є Шкарпетка, яка стала мостом. У студії також є підрозділ Gaviol Movies, яка випускає різні фільми.